# مرض المكورات السحائية
مرض المكورات السحائي (بالإنجليزية: Meningococcal disease). هو مرض بكتيري مزمن سببه عدوى بكتيريا النيسيرية السحائية أو المكورة السحائية وهي عدوى خطيرة تصيب البطانة الرقيقة التي تحيط بالدماغ والنخاع، سببت الزمرة A منها الأوبئة الرئيسية في الولايات المتحدة الأمريكية وفي أماكن أخرى. وحالياً تسبب الزمرتان C،B معظم الحالات، وقد تم تمييز زمر مصلية إضافية كجراثيم ممرضة في السنين الأخيرة. وتحدث عندما تدخل البكتيريا مع مجرى الدم مباشرة إلى الأغشية المخاطية للمخ. والأماكن الأكثر شيوعا لانتشار هذا المرض هو في القارة الأفريقية، وخاصة في جنوب الصحراء الأفريقية.

اماكن انتشار المرض في أفريقية

## الأعراض
1-حمى.
2-صداع شديد.
3-غثيان وقيء.
4-تيبس العنق.
5-إعياء مفاجئ وكدمات وصدمة عند انتهاء بدئها
6-طفح جلدي بشكل نمشات.
7- نعاس.
8-الم في المفاصل.
9-تشويش.
10-غياب عن الوعي.
11-ضرر وخيم في الدماغ.
12-ارتفاع حرارة الجسم.
13-حساسية إزاء الضوء.
12-وفاة، حيث ترتفع معدلات الوفيات بهذا المرض إلى حوالي (50%) وقد يكون الخمج في مرض المكورات السِحائى مقصور على الخيشوم بدون أعراض، أو مصحوباً بأعراض موضعية فقط، أو قد يكون صائلاً في المرضى بأنتانمية حادة، الذين يظهر ثلثا المرضى طفحاً حبرياً أحياناً مع إصابة المفاصل، وأحياناً مع إصابة السحايا.

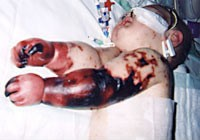
طفل ناجي من مرض المكورات الاسحائي ،ولكنه قد يحتاج إلى بتر اعضاء في وقت لاحق

## التشخيص
يمكن تشخيص مرض المكورات السِحائى، في بداية الأمر، عن طريق الفحص السريري، وإتباع ذلك ببزل قطني يُظهر تقيّح السائل النخاعي. ويمكن، في بعض الأحيان، مشاهدة الجراثيم في الفحوص المجهرية التي تُجرى على السائل النخاعي. ويمكن دعم التشخيص أو تأكيده بزراعة الجراثيم التي تُجمع من عيّنات السائل النخاعي أو الدم، وذلك عن طريق اختبار التراصّ أو تفاعل البوليميراز السلسلي. والجدير بالذكر أنّ الكشف عن الزمر المصلية وإجراء اختبارات الحساسية إزاء المضادات الحيوية من الإجراءات الهامة لتحديد تدابير المكافحة.

## العلاج
مرض المكورات السِحائى يعتبر من الأمراض المميتة، لذلك عند الإصابة به يجب إحالة المريض إلى المستشفى أو أحد المراكز الصحية، والجدير بالذكر أنّه لا داعي لعزله. ويجب الشروع في توفير العلاج المناسب بالمضادات الحيوية في أسرع وقت ممكن، ويُستحسن، في أمثل الحالات، القيام بذلك بعد إجراء البزل القطني، إذا أمكن الاضطلاع بتلك العملية فوراً. وإذا شُرع في توفير العلاج قبل إجراء تلك العملية فقد تصعب زراعة الجراثيم المستخرجة من السائل النخاعي ويصعب بالتالي تأكيد التشخيص.
ويمكن استعمال طائفة من المضادات الحيوية لعلاج العدوى، بما في ذلك البنسيلين، الأمبيسيلين، الكلورامفينيكول والسيفترياكسون. ويُفضّل استعمال الكلورامفينيكول الزيتي أو السيفترياكسون في ظلّ الأوضاع الوبائية في المناطق الأفريقية ذات البنية التحتية والموارد الصحية المحدودة، ذلك أنّ الجرعة الوحيدة أثبتت فعاليتها في علاج المرض.
أما في الأطفال، فريثما يتم تمييز العامل النوعي المسبب، يجب أن يكون العلاج فعالاً أيضاُ ضد «المستدمية النزلية» وكذلك «المكورة الرئوية».